# Koninklijke Sportkring Tongeren Hedera Millen
El Koninklijke Sportkring Tongeren Hedera Millen és un club de futbol belga de la ciutat de Tongeren, Limburg.

## Història
El club va ser fundat l'any 1908 com a Cercle Sportif Tongrois, amb número de matrícula a la Federació 54. El club ingressà a la Federació el 1910 i cessà les seves activitats l'any 1914, per reprendre-les novament el 1917. L'any 1935 li fou atorgat el títol de reial, esdevenint Royal Cercle Sportif Tongrois. L'any 1939 canvià el seu nom a Koninklijke Tongersche Sportvereeniging Cercle (en neerlandès) i el 1947 per K. Tongerse Sportvereniging Cercle. El 1969 es fusionà amb el K. Patria F.C. Tongeren (club fundat l'any 1916) esdevenint K.S.K. Tongeren. Durant la dècada del 1970 ascendí a la segona divisió. Jugà dues temporades a Primera entre 1981 i 1983. L'any 1996 baixà a la tercera divisió. L'any 2006 es fusionà amb un nou club, el FC Hedera Millen, i esdevingué KSK Tongeren Hedera Millen.
El seu èxit esportiu més gran fou la temporada 1973-74 arribà a la final de la copa belga, la qual perdé enfront del KSV Waregem per 4-1.